# Voivodato de Skierniewice
El voivodato de Skierniewice (en polaco: województwo skierniewickie) fue una unidad de división administrativa y gobierno local de Polonia entre 1975 y 1998, sucedido por los voivodatos de Łódź y Mazovia. Su capital fue Skierniewice.

## Principales ciudades
Datos de población de 31.12.1998:
- Skierniewice - 48 740
- Żyrardów - 43 620
- Sochaczew - 39 828
- Łowicz - 31 750
- Rawa Mazowiecka - 18 422
- Brzeziny - 12 924